# Simeon Slavtsjev
Simeon Nentsjev Slavtsjev (Bulgaars: Симеон Ненчев Славчев) (Sofia, 25 september 1993) is een Bulgaars voetballer die bij voorkeur als defensieve middenvelder speelt. Hij verruilde in juli 2014 Litex Lovetsj voor Sporting Lissabon. In 2013 debuteerde hij in het Bulgaars nationaal elftal.

## Clubcarrière
Slavtsjev speelde in de jeugd bij Septemvri Sofia, Slavia Sofia en Litex Lovetsj. In oktober 2010 werd hij bij de eerste selectie van Litex Lovetsj gehaald, waarvoor hij op 31 oktober 2010 debuteerde toen hij inviel tegen Slavia Sofia. Gedurende het seizoen 2011/12 werd hij uitgeleend aan FC Chavdar Etropole. In de zomer keerde hij terug bij Litex Lovetsj. Op 4 november 2012 scoorde hij zijn eerste competitiedoelpunt daarvoor tegen Tsjerno More Varna. Hij verruilde in juli 2014 Litex Lovetsj voor Sporting Lissabon. Die club verhuurde hem aan Apollon Limasol en Lechia Gdańsk.

## Interlandcarrière
Op 15 oktober 2013 debuteerde Slavtsjev voor Bulgarije als invaller in een WK-kwalificatiewedstrijd tegen Tsjechië.
1 Mitrev ·
2 Popov ·
3 A. Aleksandrov ·
4 Georgiev ·
5 Ivo Ivanov ·
6 Minev ·
7 M. Aleksandrov ·
8 Rangelov ·
9 Karachanakov ·
10 Popov  ·
11 Hristov ·
12 Iliev ·
13 Makendzhiev ·
14 Kostadinov ·
15 Ivan Ivanov ·
16 Slavchev ·
17 Milanov ·
18 Nedyalkov ·
19 Tonev ·
20 Milanov ·
21 Djakov ·
22 Nedelev ·
23 Zlatinski · 
Coach: Petev